# Die Geschichte von Big Al
Die Geschichte von Big Al, alternativ Das Geheimnis von Big Al (Originaltitel: The Ballad of Big Al oder auch Allosaurus: a Walking with Dinosaurs Special) ist eine Dokumentation des englischen Senders BBC aus dem Jahr 2000. Es handelt sich um einen Trickfilm, bei denen in reale Landschaftsaufnahmen computeranimierte Elemente eingebunden wurden.

## Handlung
In der Dokumentation wird dargestellt, wie der Allosaurus Big Al gelebt haben könnte. Die Kapitel in der Geschichte werden durch Als Alter getrennt. Die Handlung findet im Jura vor 145 Millionen Jahren im prähistorischen Wyoming statt. Neben der „Biographie“ von Big Al werden auch andere Saurier vorgestellt und gezeigt, wie eine Herde von Apatosaurus oder ein Brachiosaurus. Otto Clemens erläutert die gezeigten Szenen.
Der Film beginnt mit Als Geburt. Er schlüpft aus einem Ei und muss sich dann aus dem Nest kämpfen. Danach entfernt sich die Familie vom Nest, da kleine Räuber wie Ornitholestes bereits den Weg gefunden haben. Nun suchen die kleinen Allosaurier erstmals nach Beute und jagen Insekten und Skorpionen hinterher. Als die Mutter auf die Jagd geht, greift ein halbwüchsiger Allosaurier die Neugeschlüpften an und tötet einen von Als Geschwistern. Danach gibt es einen Zeitsprung, den Al im gleichen Alter, wie den Angreifer von damals zeigt. Er ist auf der Jagd, wagt es aber nicht einen Ornitholestes anzugreifen. Auch die Othnielia greift er nicht an, da diese sich in der Nähe eines Stegosaurus aufhalten. So muss er mit einem Chamäleon vorliebnehmen. Später durchstreift er die Landschaft und stößt auf Aas. Ein toter Stegosaurier fault in einem Sumpf vor sich hin. Dieser Gestank lockt ein ausgewachsenes Allosaurus-Weibchen an, das Al zwingt, auf Abstand zu bleiben. Dabei sieht Al, wie der Allosaurus im Sumpf versinkt.
Die Geschichte springt fünf Jahre in die Zukunft und zeigt eine Herde von Diplodocus, wie sie einen Salzsee durchqueren, verfolgt von einer Meute Allosaurier. Einer von ihnen ist Al. Sie trennen einen schwachen Diplodocus von der Herde und warten, bis dieser vor Erschöpfung zusammenbricht. Allerdings bekommt Al einen Hieb mit dem Hals vom Diplodocus ab. Danach fressen sich die in etwa gleichaltrigen Allosaurier am Kadaver des Diplodocus satt.
Ein Jahr später ist Al geschlechtsreif geworden und nimmt den Geruch eines weiblichen, viel größeren Allosaurus wahr. Dieser ist an einer Paarung nicht interessiert und ist kurz davor, Al zu töten. Monate später setzt eine Dürre ein. Al nimmt als kleine Mahlzeit einen Anurognathus zu sich. Da entdeckt er eine Herde Dryosaurus. Beim Angriff auf die Herde stürzt Al und verletzt sich schwer. Sein Fuß entzündet sich und er kann sich kaum noch bewegen. Schließlich verdurstet er.

## Wissenschaftliche Grundlagen
Der Film basiert auf den Knochenfunden von Al. Sämtliche schwere Verletzungen und Krankheiten, die im Film zu sehen sind, wurden anhand der Knochenfunde bestätigt. Nach dem eigentlichen Film sieht man eine Dokumentation wie der Film produziert wurde und die wissenschaftliche Arbeit, die dahinter steckt. Im englischen Original heißt dieser Teil des Films Big Al Uncovered.

## Auszeichnungen
Die Dokumentation wurde 2001 mit zwei Primetime Emmy Awards ausgezeichnet.

## PC-Spiel
Die BBC startete ein Online-Rollenspiel mit Big Al. Heute ist es in abgeänderter Form unter dem Titel Planet Dinosaur bekannt.